# Aibetsu
Aibetsu (愛別町, Aibetsu-chō) est un bourg du district de Kamikawa (Ishikari), dans la sous-préfecture de Kamikawa, sur l'île de Hokkaidō, au Japon.

## Géographie

### Démographie
Au 31 mars 2015, la population d'Aibetsu s'élevait à 3 090 habitants répartis sur une superficie de 250,13 km2.